# Niji-Iro Hotaru - Eien no Natsu Yasumi
Pour plus de détails, voir Fiche technique et Distribution.
Niji-Iro Hotaru - Eien no Natsu Yasumi (虹色ほたる～永遠の夏休み～, ce qui veut dire Des lucioles aux couleurs de l'arc-en-ciel : Les vacances d'été éternelles) est un long métrage d'animation japonais réalisé par Kōnosuke Uda (en) et sorti au Japon le 19 mai 2012. Il s'agit de l'adaptation d'un roman japonais du même nom publié par Masayuki Kawaguchi en 2007.

## Synopsis
L'histoire commence au Japon à l'époque contemporaine du film. Yūta, un jeune garçon âgé d'une dizaine d'années, a perdu son père dans un accident de la route un an auparavant. C'est le début des vacances d'été. Yūta se rend seul dans un endroit où lui et son père aimaient se rendre régulièrement pour partager leurs souvenirs et attraper des scarabées rhinocéros : un barrage perdu dans les montagnes. Pendant le trajet, un orage éclate, et, peu après, Yūta reçoit un choc et perd connaissance. Lorsqu'il se réveille, il se trouve en compagnie d'une petite fille, Saeko, dans un village dont il ne tarde pas à se rendre compte que c'est le village qui devrait normalement être noyé par l'eau du bassin de retenue du barrage. Il finit par comprendre qu'il a été projeté trente ans dans le passé, avant la mise en activité du barrage. Un étrange séjour dans le passé commence.

## Fiche technique
- Titre original : 虹色ほたる～永遠の夏休み～ (Niji-Iro Hotaru - Eien no Natsu Yasumi)
- Titre anglais : Rainbow Fireflies
- Réalisation : Kōnosuke Uda (en)
- Scénario : Kei Kunii, d'après le roman de Masayuki Kawaguchi
- Conception des personnages : Hisashi Mori
- Direction de l'animation : Hisashi Mori
- Direction artistique : Seiki Tamura
- Musique originale : Masataka Matsutoya
- Studio de production : Toei Animation
- Pays :  Japon
- Langue : japonais
- Durée : 104 min.
- Date de sortie :  Japon : 19 mai 2012

## Voix japonaises
- Akashi Takei : Yūta[3]
- Ayumi Kimura : Saeko[3]

## Production
La chanson du générique est composée et interprétée par Yumi Matsutoya.